# Leticia Calderón
Leticia Calderón, nata Carmen Leticia Calderón León (Città del Messico, 15 luglio 1968), è un'attrice messicana, nota soprattutto come interprete di telenovelas.

## Filmografia parziale
- Marcellina; altro titolo: La voce del cuore (Chispita) (1983)
- Amalia Batista (1983)
- Principessa (1986)
- Il cammino segreto (El camino secreto) (1986)
- L'indomabile (La indomable) (1987)
- Il prezzo di una vita (Yo compro esa mujer) (1990)
- Valeria e Massimiliano (Valeria y Maximiliano) (1991-1992)
- La antorcha encendida (1996)
- Esmeralda (1997)
- Laberintos de pasión (1999-2000)
- Amor real (2003)
- Mujeres asesinas (2008)
- En nombre del amor (2008-2009)
- Amor bravío (2012)
- A que no me dejas (2015)
- Mujeres de negro (2016)
- Juntos el corazón nunca se equivoca (2019)
- Imperio de mentiras (2020-)
- Mi amor sin tiempo (2024)

## Doppiatrici
- Sonia Mazza in Esmeralda
- Germana Pasquero in L'indomabile e Valeria e Massimiliano
- Emanuela Rossi in Il prezzo di una vita